# Bitwa pod Shinoharą
Bitwa pod Shinoharą (jap. 篠原の戦い Shinohara no tatakai) – bitwa wojny Gempei stoczona 22 czerwca 1183 roku (1 dnia 6 miesiąca 2. rok ery Juei). W bitwie tej zwyciężyła armia rodu Minamoto dowodzona przez Yoshinakę Minamoto.
Po klęsce w bitwie na przełęczy Kurikara (zwanej też bitwą na górze Tonamiyama), armia Tairów straciwszy połowę ludzi i wiele uzbrojenia, cofała się na południe, nie stawiając oporu zwycięskim siłom Yoshinaki. Wkroczywszy do prowincji Kagi, Tairowie zatrzymali się koło Shinary, by dać żołnierzom i koniom odpocząć.
Tam dogoniły ich oddziały Yoshinaki; Tairowie zdecydowali się przyjąć bitwę, która rozpoczęła się walkami konnych harcowników, angażując coraz większe siły (w południe walczyło już 600 wojowników. Przewagę wzięli Minamotowie, ale powstrzymał ich kontratak 500 jeźdźców pod wodzą Nagatsune Takahashiego. W krytycznym momencie jego podwładni zostawili go jednak samego i ostatecznie zginął, zabity przez piechurów wroga. Arikuni Taira osłaniał jeszcze odwrót swojej armii, walcząc wpierw konno, potem pieszo, ale i on został pokonany i ostatecznie armia Tairów uciekła z pola bitwy. 
Bitwa ta jest znana z kilku sławnych indywidualnych pojedynków między wojownikami obu stron, m.in. między doświadczonym Nagatsune Takahashim a młodym Yukishige, którego Nagatsune pokonał, lecz szlachetnie (choć na własną zgubę) darował mu życie. W wyniku dalszej ofensywy Yoshinaka Minamoto zajął stolicę Heian-kyō, a cesarz Go-Shirakawa przeszedł na stronę Minamotów.